# Паталахівка
Патала́хівка — село в Україні, у Коломийчиській сільській громаді Сватівського району Луганської області. Населення становить 1 осіб. Орган місцевого самоврядування — Райгородська сільська рада.

## Новітня історія
Захоплена ЛНР 3 березня 2022 року. Звільнено ЗСУ 7 січня 2023 року.

## Населення

### Мова
Розподіл населення за рідною мовою за даними перепису 2001 року:
| Мова       | Кількість | Відсоток |
| ---------- | --------- | -------- |
| українська | 1         | 100%     |